# MLB 2023
Die MLB-Saison 2023 war die 122. Saison der Major League Baseball (MLB) und begann am 30. März 2023. Das 93. MLB All-Star Game wurde am 11. Juli von den Seattle Mariners im T-Mobile Park in Seattle ausgerichtet. Titelverteidiger waren die Houston Astros durch den Gewinn der World Series 2022. Die Regular Season endete am 1. Oktober, die Postseason begann am 3. Oktober und endete mit dem Spiel fünf der World Series am 1. November. Die Texas Rangers krönten sich zum ersten Mal zum World Series Champion.

## Kalender
Die Major League Baseball hat am 24. August 2022 ihren Spielplan für 2023 veröffentlicht. Alle Teams werden 162 Spiele bestreiten. Dies wird die erste MLB-Saison mit einem ausgeglichenen Spielplan sein, bei dem jede Mannschaft mindestens einmal gegen jede andere Mannschaft spielt, wie in der NBA und NHL. Der neue ausgeglichene Spielplan sieht 13 Spiele gegen Divisionsrivalen und insgesamt 52 Spiele gegen Divisionsgegner vor. Jedes Team wird 46 Interleague-Spiele bestreiten. Außerdem werden die Teams eine Heimspielserie mit vier Spielen bestreiten.
Im Rahmen der "MLB World Tour" spielten die San Francisco Giants und die San Diego Padres am 29. und 30. April zwei Spiele im Alfredo-Harp-Helú-Stadion in Mexiko-Stadt. Die St. Louis Cardinals und die Chicago Cubs spielten am 24. und 25. Juni im Olympiastadion in London eine Serie von zwei Spielen. Das erste Spiel gewannen die Cubs mit 9:1. Das zweite Spiel die Cardinals mit 7:5.
Das 93. All-Star Game wurde am 11. Juli von den Seattle Mariners im T-Mobile Park in Seattle ausgetragen. Die National League gewann das Spiel mit 3:2.
Das MLB Little League Classic fand am 20. August zwischen den Philadelphia Phillies und den Washington Nationals statt. Die Nationals gewannen das Spiel mit 4:3.
Das MLB at Field of Dreams Spiel wird nicht stattfinden, da auf dem Gelände in Dyersville, Iowa, ein neuer Baseball- und Softballkomplex für Jugendliche gebaut wird.

## Teilnehmende Teams
Für die Saison 2023 wurden von der MLB keinerlei Änderungen bezüglich teilnehmender Franchises bzw. Ligen- und Divisionszuordnungen vorgenommen.
| American League   |                     |                    |
| East              | Central             | West               |
| Boston Red Sox    | Cleveland Guardians | Houston Astros     |
| New York Yankees  | Minnesota Twins     | Los Angeles Angels |
| Tampa Bay Rays    | Kansas City Royals  | Seattle Mariners   |
| Toronto Blue Jays | Chicago White Sox   | Texas Rangers      |
| Baltimore Orioles | Detroit Tigers      | Oakland Athletics  |

| National League       |                     |                      |
| East                  | Central             | West                 |
| Washington Nationals  | Chicago Cubs        | Los Angeles Dodgers  |
| Miami Marlins         | Milwaukee Brewers   | Arizona Diamondbacks |
| Atlanta Braves        | St. Louis Cardinals | Colorado Rockies     |
| New York Mets         | Pittsburgh Pirates  | San Diego Padres     |
| Philadelphia Phillies | Cincinnati Reds     | San Francisco Giants |

## Regeländerungen
Am 8. September 2022 kündigte die MLB eine Reihe von Regeländerungen an, die 2023 in Kraft treten werden.
- Es wird eine Pitch-Clock eingeführt, die folgende Merkmale aufweist:
  - Eine standardisierte Zeitspanne von 30 Sekunden zwischen den Schlagmännern in jedem Halbinning.
  - Ein Timer von 15 Sekunden zwischen den Pitches bei leeren Bases und 20 Sekunden bei mindestens einem Läufer auf der Base.
  - Der Pitcher muss seine Bewegung vor Ablauf der Pitch-Clock beginnen. Ein Verstoß führt zu einem automatischen Ball.
  - Der Schlagmann muss sich in der Box befinden, wobei mindestens acht Sekunden auf der Uhr verbleiben müssen. Ein Verstoß führt zu einem automatischen Strike.
  - Wenn Läufer auf der Base sind, wird der Timer zurückgesetzt, wenn der Pitcher einen Pickoff versucht oder er abtritt (zusammenfassend als „Disengagement“ bezeichnet).
  - Es sind nur zwei Disengagements pro Plate Appearance erlaubt; diese Zahl wird jedoch zurückgesetzt, wenn ein Baserunner vorrückt. Mound Visits, Injury Timeouts und Qffensive Team Timeouts zählen nicht dazu.
  - Bei einem dritten Disengagement führt ein erfolgloser Pickoff-Versuch dazu, dass der Läufer eine Base vorrückt.
  - Hat ein Team bis zum neunten Inning alle seine fünf erlaubten Mound Visits aufgebraucht, erhält es im neunten Inning einen zusätzlichen Besuch.
  - Die Schiedsrichter können zusätzliche Zeit gewähren, wenn die Umstände dies rechtfertigen.
- Verschiebungen im Infield werden stark eingeschränkt sein:
  - Die Defensivmannschaft muss mindestens vier Spieler im Infield haben, von denen mindestens zwei auf jeder Seite der zweiten Base stehen müssen.
  - Alle Infielder müssen mit beiden Füßen auf oder innerhalb der Außenkante des markierten Feldes stehen, während der Pitcher auf der Linien am Mound steht.
  - Infielder dürfen nicht die Seite des Infields wechseln, bevor ein Pitch geworfen wird.
  - Wenn die Infielder zum Zeitpunkt des Wurfs nicht richtig ausgerichtet sind, kann die angreifende Mannschaft wählen, ob sie das Ergebnis des Spiels akzeptiert oder einen automatischen Ball erhält.
- Die erste, zweite und dritte Base werden von 38 cm (15 Zoll) auf 46 cm (18 Zoll) vergrößert.

## Reguläre Saison

### American League
| East Division |                   |     |    |        |    |
| PS            | Franchise         | W   | L  | %      | GB |
| 1             | Baltimore Orioles | 101 | 61 | 62,3 % | —  |
| WC            | Tampa Bay Rays    | 99  | 63 | 61,1 % | 2  |
| WC            | Toronto Blue Jays | 89  | 73 | 54,9 % | 12 |
|               | New York Yankees  | 82  | 80 | 50,6 % | 19 |
|               | Boston Red Sox    | 78  | 84 | 48,1 % | 23 |

| Central Division |                     |    |     |        |    |
| PS               | Franchise           | W  | L   | %      | GB |
| 3                | Minnesota Twins     | 87 | 75  | 53,7 % | —  |
|                  | Detroit Tigers      | 74 | 84  | 48,1 % | 9  |
|                  | Cleveland Guardians | 76 | 86  | 46,9 % | 11 |
|                  | Chicago White Sox   | 61 | 101 | 37,7 % | 26 |
|                  | Kansas City Royals  | 56 | 106 | 34,6 % | 31 |

| West Division |                    |    |     |        |    |
| PS            | Franchise          | W  | L   | %      | GB |
| 2             | Houston Astros     | 90 | 72  | 55,6 % | —  |
| WC            | Texas Rangers      | 90 | 72  | 55,6 % | —  |
|               | Seattle Mariners   | 88 | 74  | 54,3 % | 2  |
|               | Los Angeles Angels | 73 | 89  | 45,1 % | 17 |
|               | Oakland Athletics  | 50 | 112 | 30,9 % | 40 |

Stand: Ende der regulären Saison
W = Wins (Siege), L = Losses (Niederlagen), % = Winning Percentage, GB = Games Behind (Rückstand auf Führenden: Zahl der notwendigen Niederlagen des Führenden bei gleichzeitigem eigenen Sieg) 

Houston Astros, Sieger der AL West
Minnesota Twins, Sieger der AL Central
Tampa Bay Rays, 2. AL East
Texas Rangers, 2. AL West
Toronto Blue Jays, 3. AL East

### National League
| East Division |                       |     |    |        |     |
| PS            | Franchise             | W   | L  | %      | GB  |
| 1             | Atlanta Braves        | 104 | 58 | 64,2 % | —   |
| WC            | Philadelphia Phillies | 90  | 72 | 55,6 % | 14  |
| WC            | Miami Marlins         | 85  | 77 | 52,2 % | 19½ |
|               | New York Mets         | 74  | 87 | 46,0 % | 29½ |
|               | Washington Nationals  | 71  | 91 | 43,8 % | 33  |

| Central Division |                     |    |    |        |    |
| PS               | Franchise           | W  | L  | %      | GB |
| 3                | Milwaukee Brewers   | 92 | 70 | 56,8 % | —  |
|                  | Chicago Cubs        | 83 | 79 | 51,2 % | 9  |
|                  | Cincinnati Reds     | 82 | 80 | 50,6 % | 10 |
|                  | Pittsburgh Pirates  | 76 | 86 | 46,9 % | 16 |
|                  | St. Louis Cardinals | 71 | 91 | 43,8 % | 21 |

| West Division |                      |     |     |        |    |
| PS            | Franchise            | W   | L   | %      | GB |
| 2             | Los Angeles Dodgers  | 100 | 62  | 61,7 % | —  |
| WC            | Arizona Diamondbacks | 84  | 78  | 51,9 % | 16 |
|               | San Diego Padres     | 82  | 80  | 50,6 % | 18 |
|               | San Francisco Giants | 79  | 83  | 48,8 % | 21 |
|               | Colorado Rockies     | 59  | 103 | 36,4 % | 41 |

Stand: Ende der regulären Saison
W = Wins (Siege), L = Losses (Niederlagen), % = Winning Percentage, GB = Games Behind (Rückstand auf Führenden: Zahl der notwendigen Niederlagen des Führenden bei gleichzeitigem eigenen Sieg) 

Atlanta Braves, Sieger der NL East
Los Angeles Dodgers, Sieger der NL West
Milwaukee Brewers, Sieger der NL Central
Philadelphia Phillies, 2. NL East
Miami Marlins, 3. NL East
Arizona Diamondbacks, 2. NL West

## Postseason
Hauptartikel: ALWC 2023, NLWC 2023, ALDS 2023, NLDS 2023, ALCS 2023, NLCS 2023, World Series 2023

### Modus und Teilnehmer
Ab Anfang Oktober wurden die Division Series und anschließend die jeweilige Championship Series ausgespielt. Hierzu trafen zunächst die drei Wild-Card Gewinner mit dem schlechtesten Division-Sieger im Best-of-Three-Modus aufeinander. Die zwei besten Division-Sieger und die Gewinner des Wild-Card-Series trafen in zwei Division-Series Begegnungen im Best-of-Five-Modus aufeinander (ALDS bzw. NLDS = American oder National League Division Series). Anschließend spielen die Sieger der Division-Series-Begegnungen im Best-of-Seven-Verfahren den jeweiligen League-Champion aus (ALCS bzw. NLCS = American oder National League Championship Series).

### Schema
In der Postseason kam es zu folgenden Ergebnissen:

|  | Wild Card Series (ALWC, NLWC) | Wild Card Series (ALWC, NLWC) | Wild Card Series (ALWC, NLWC) |   |                       | Division Series (ALDS, NLDS) | Division Series (ALDS, NLDS) | Division Series (ALDS, NLDS) |    |                       | League Championship Series (ALCS, NLCS) | League Championship Series (ALCS, NLCS) | League Championship Series (ALCS, NLCS) |  |  | World Series | World Series | World Series |
|  |                               |                               |                               |   |                       |                              |                              |                              |    |                       |                                         |                                         |                                         |  |  |              |              |              |
|  |                               |                               |                               |   |                       | 1                            | Baltimore Orioles            | 0                            |    |                       |                                         |                                         |                                         |  |  |              |              |              |
|  | 4                             | Tampa Bay Rays                | 0                             |   |                       | 1                            | Baltimore Orioles            | 0                            |    |                       |                                         |                                         |                                         |  |  |              |              |              |
|  | 4                             | Tampa Bay Rays                | 0                             | 5 | Texas Rangers         | 3                            |                              |                              |    |                       |                                         |                                         |                                         |  |  |              |              |              |
|  | 5                             | Texas Rangers                 | 2                             | 5 | Texas Rangers         | 3                            |                              |                              | 5  | Texas Rangers         | 4                                       |                                         |                                         |  |  |              |              |              |
|  | 5                             | Texas Rangers                 | 2                             |   |                       |                              |                              |                              | 5  | Texas Rangers         | 4                                       |                                         |                                         |  |  |              |              |              |
|  |                               |                               |                               |   | 2                     | Houston Astros               | 3                            |                              |    |                       |                                         |                                         |                                         |  |  |              |              |              |
|  |                               |                               |                               | 2 | 2                     | Houston Astros               | 3                            | Houston Astros               | 3  |                       |                                         |                                         |                                         |  |  |              |              |              |
|  | 3                             | Minnesota Twins               | 2                             | 2 |                       |                              |                              | Houston Astros               | 3  |                       |                                         |                                         |                                         |  |  |              |              |              |
|  | 3                             | Minnesota Twins               | 2                             | 3 | Minnesota Twins       | 1                            |                              |                              |    |                       |                                         |                                         |                                         |  |  |              |              |              |
|  | 6                             | Toronto Blue Jays             | 0                             | 3 | Minnesota Twins       | 1                            |                              |                              | AL | Texas Rangers         | 4                                       |                                         |                                         |  |  |              |              |              |
|  | 6                             | Toronto Blue Jays             | 0                             |   |                       |                              |                              |                              | AL | Texas Rangers         | 4                                       |                                         |                                         |  |  |              |              |              |
|  |                               |                               |                               |   | NL                    | Arizona Diamondbacks         | 1                            |                              |    |                       |                                         |                                         |                                         |  |  |              |              |              |
|  |                               |                               |                               | 1 | NL                    | Arizona Diamondbacks         | 1                            | Atlanta Braves               | 1  |                       |                                         |                                         |                                         |  |  |              |              |              |
|  | 4                             | Philadelphia Phillies         | 2                             | 1 |                       |                              |                              | Atlanta Braves               | 1  |                       |                                         |                                         |                                         |  |  |              |              |              |
|  | 4                             | Philadelphia Phillies         | 2                             | 4 | Philadelphia Phillies | 3                            |                              |                              |    |                       |                                         |                                         |                                         |  |  |              |              |              |
|  | 5                             | Miami Marlins                 | 0                             | 4 | Philadelphia Phillies | 3                            |                              |                              | 4  | Philadelphia Phillies | 3                                       |                                         |                                         |  |  |              |              |              |
|  | 5                             | Miami Marlins                 | 0                             |   |                       |                              |                              |                              | 4  | Philadelphia Phillies | 3                                       |                                         |                                         |  |  |              |              |              |
|  |                               |                               |                               |   | 6                     | Arizona Diamondbacks         | 4                            |                              |    |                       |                                         |                                         |                                         |  |  |              |              |              |
|  |                               |                               |                               | 2 | 6                     | Arizona Diamondbacks         | 4                            | Los Angeles Dodgers          | 0  |                       |                                         |                                         |                                         |  |  |              |              |              |
|  | 3                             | Milwaukee Brewers             | 0                             | 2 |                       |                              |                              | Los Angeles Dodgers          | 0  |                       |                                         |                                         |                                         |  |  |              |              |              |
|  | 3                             | Milwaukee Brewers             | 0                             | 6 | Arizona Diamondbacks  | 3                            |                              |                              |    |                       |                                         |                                         |                                         |  |  |              |              |              |
|  | 6                             | Arizona Diamondbacks          | 2                             | 6 | Arizona Diamondbacks  | 3                            |                              |                              |    |                       |                                         |                                         |                                         |  |  |              |              |              |
|  | 6                             | Arizona Diamondbacks          | 2                             |   |                       |                              |                              |                              |    |                       |                                         |                                         |                                         |  |  |              |              |              |

Ergebnisse eintragen

ALWC, NLWC (Wildcard Series): Best-of-Three; ALDS, NLDS (Division Series): Best-of-Five; ALCS, NLCS (Championship Series), World Series: Best-of-Seven

## Ehrungen und Auszeichnungen

### Monatliche Auszeichnungen

#### Spieler des Monats
Quelle:
| Monat     | American League | American League | National League  | National League |
| --------- | --------------- | --------------- | ---------------- | --------------- |
| April     | Matt Chapman    | TOR             | Ronald Acuña Jr. | ATL             |
| Mai       | Aaron Judge     | NYY             | Freddie Freeman  | LAD             |
| Juni      | Shohei Ohtani   | LAA             | Ronald Acuña Jr. | ATL             |
| Juli      | Shohei Ohtani   | LAA             | Cody Bellinger   | CHI             |
| August    | Julio Rodríguez | SEA             | Mookie Betts     | LAD             |
| September | Yordan Álvarez  | HOU             | Ronald Acuña Jr. | ATL             |

#### Rookie des Monats
Quelle:
| Monat     | American League  | American League | National League   | National League |
| --------- | ---------------- | --------------- | ----------------- | --------------- |
| April     | Josh Jung        | TEX             | James Outman      | LAD             |
| Mai       | Josh Jung        | TEX             | Spencer Steer     | CIN             |
| Juni      | Gunnar Henderson | BAL             | Corbin Carroll    | ARI             |
| Juli      | Triston Casas    | BOS             | Francisco Álvarez | NYM             |
| August    | Zack Gelof       | OAK             | James Outman      | LAD             |
| September | Royce Lewis      | MIN             | Nolan Jones       | COL             |

#### Pitcher des Monats
Quelle:
| Monat     | American League | American League | National League | National League |
| --------- | --------------- | --------------- | --------------- | --------------- |
| April     | Gerrit Cole     | NYY             | Clayton Kershaw | LAD             |
| Mai       | Nathan Eovaldi  | TEX             | Michael Wacha   | SD              |
| Juni      | James Paxton    | BOS             | Blake Snell     | SD              |
| Juli      | Tyler Glasnow   | TB              | Corbin Burnes   | ATL             |
| August    | Cole Ragans     | KC              | Freddy Peralta  | MIL             |
| September | Tarik Skubal    | DET             | Blake Snell     | SD              |

#### Reliever des Monats
Quelle:
| Monat     | American League | American League | National League | National League |
| --------- | --------------- | --------------- | --------------- | --------------- |
| April     | Félix Bautista  | BAL             | Josh Hader      | SD              |
| Mai       | Alex Lange      | DET             | Camilo Doval    | SF              |
| Juni      | Félix Bautista  | BAL             | Craig Kimbrel   | PHI             |
| Juli      | Félix Bautista  | BAL             | Devin Williams  | MIL             |
| August    | Andrés Muñoz    | SEA             | Raisel Iglesias | ATL             |
| September | Clay Holmes     | NYY             | Tanner Scott    | MIA             |